# 1981年喀什“10·30”事件
1981年喀什“10·30”事件，是1981年10月30日发生在新疆维吾尔自治区喀什市的严重骚乱事件。此次骚乱中的主要口号有：“打死黑大衣”、“赶走黑大衣”、“伊斯兰共和国万岁”。
根据官方统计，在此次“打砸抢骚乱事件”中，2名汉族群众被打致死，685名汉族干部群众被打伤，其中重伤57人，危重17人。最后，官方处理清查231人，收审67人。

## 简介
1981年10月30日，喀什地区供销社临时工阿不都克里木·卡德尔（维吾尔族农民）与门市部职工叶欣（汉族知青）发生争执而厮打，叶欣使用门市部内待售的猎枪打死阿不都克里木·卡德尔。消息传开以后，秘密组织“中亚青年星火党”当即鼓动维吾尔族群众，在当天傍晚9时半，开始大规模袭击并殴打无辜的汉族群众，并进行严重的打砸抢活动，造成重大损失。该党当时声称，“这是黑大衣对维吾尔族的生命残害”（“黑大衣”是维吾尔族人对汉族人的一种称呼），高呼“打倒黑大衣政府”、“伊斯兰共和国万岁”口号，鼓动维吾尔族群众冲击喀什市公安局、中共喀什市委、喀什市银行，并且在喀什市区各主要路段打砸抢。
在此次严重骚乱中，不少维吾尔族干部群众挺身救助被殴打的汉族群众。位于吐曼河畔的喀什师范学院是喀什地区的最高学府，为汉族、维吾尔族师生合校，以维吾尔族师生为主。当时情况极为混乱，为此，维吾尔族师生在校门口组成人墙，保护该校的汉族师生。一位维吾尔族老教师拦住受到蒙蔽的维吾尔族群众，劝说他们相信中国共产党和人民政府会依法惩处杀人凶手。
在乌鲁木齐市至喀什市的必经之路——北大桥，康苏煤矿一辆卡车行驶至此，驾驶室内有一位司机、一位会计。暴徒围住这辆卡车，砸车窗玻璃和车门。司机见状冲开人群跑进小巷，暴徒在后面紧紧追赶。司机拐进一座破旧的居民院，一位维吾尔族老人让他躺在床上蒙起被子。暴徒们闯进院内问道：“看到黑大衣吗？”维吾尔族老人不说话，只是摇头。次日清晨，维吾尔族老人套上毛驴车，用被子将司机盖住，送出喀什城。
喀什地区行署办公室副主任依敏、计委副主任艾买尔、劳动处处长肉孜克里木等人，组织人员保卫喀什地区行署大院，并且带领维吾尔族司机上街开回6辆被砸的汽车，救出7名被打伤的汉族群众。农业银行副行长玉买尔·扎衣提见街头发生严重打砸抢事件，当时已过下班时间，他当即命令农业银行的少数民族干部：“马上查清汉族同志是否安全在家里。一个也不许漏掉！”他在电话旁边逐个落实。当得知农业银行行政科科长肖祥瑞失踪时，他随即派人外出寻找，发现了在街头被打成重伤的肖祥瑞，便立刻到南建司医院请医生，又将肖祥瑞送往人民医院进行抢救。肖祥瑞后来感动地说：“要不是农行民族兄弟心齐心善，我这条命就难保了！”
南建司库房管理员阿尤夫，将两名被殴打的汉族姑娘藏到自己家中，让她们头戴纱巾，换上少数民族裙子，护送回她们的家。南建司油漆组组长卡得尔色衣提，见暴徒使用皮带毒打本组汉族职工杨敏夏，便大声喊道：“住手！这是我兄弟！”以身体保护杨敏夏，导致自己的胳膊被暴徒打伤，口袋中的84元人民币被抢走。他忍住伤痛将杨敏夏背回了单位。
此次事件之后，不少汉族干部群众都说，幸亏少数民族干部群众奋力相救，否则此次事件造成的损失将更加惨重。